# Faro de Cordouan
El faro de Cordouan es un faro de la costa atlántica de Francia situado en el mar a 7 km del estuario de Gironda, donde desembocan los ríos Garona y Dordoña, en la región de Aquitania. Se encuentra a la misma distancia de los pueblos de Royan (en Charente Marítimo) y de Le Verdon-sur-Mer (en Gironda), si bien pertenece al término municipal de este último. Construido sobre una zona de arrecifes de 150 ha, señala los pasos de entrada y salida del estuario que conduce al puerto de Burdeos.
Sobre una primera torre levantada en el siglo XIV, el faro fue construido entre 1584 y 1611 no solo como un faro utilitario sino como un monumento grandioso, lo que le valió el apodo de «Versalles del mar». Ampliado a finales del siglo XVIII, fue declarado monumento histórico en 1862, a la vez que la catedral Notre-Dame de París, y en 2021 entró en la lista del Patrimonio mundial de la Unesco. Es el faro en actividad más antiguo de Francia.
En 2021, el faro fue declarado Patrimonio de la Humanidad (ref. 1625) por la Unesco, que lo describe así:

Este faro se yergue en una meseta rocosa plana del océano Atlántico, situada en el estuario de Gironda, en la región de la Nueva Aquitania. Diseñado por el ingeniero Louis de Foix, fue construido con sillares de piedra caliza, entre finales del siglo XVI y principios del XVII, en un medio natural inhóspito y muy expuesto a intemperies y mareas. A finales del siglo XVIII fue remodelado por el ingeniero Joseph Teulère. Ornamentada con pilastras, columnas, modillones y gárgolas, la torre monumental de Cordouan es una obra maestra de la señalización marítima muy representativa de la historia arquitectónica y tecnológica de los faros. Continuadora de las famosas almenaras de tiempos pasados, esta torre es ilustrativa del arte de construir faros en una época en que las técnicas de navegación se habían modernizado y las almenaras seguían desempeñando aún una importante función de demarcadores territoriales y dispositivos de salvamento. Además, la elevación de la altura de la torre y la modernización de su farola a finales del siglo XVIII son un vivo testimonio de los importantes avances científicos y tecnológicos ya logrados en esa época. La arquitectura del faro de Cordouan se inspiró en la de los faros de la Antigüedad clásica, así como en el manierismo renacentista y en el peculiar estilo arquitectónico de la Escuela de Puentes y Caminos de Francia.
Descripción de la Unesco

## Origen del nombre

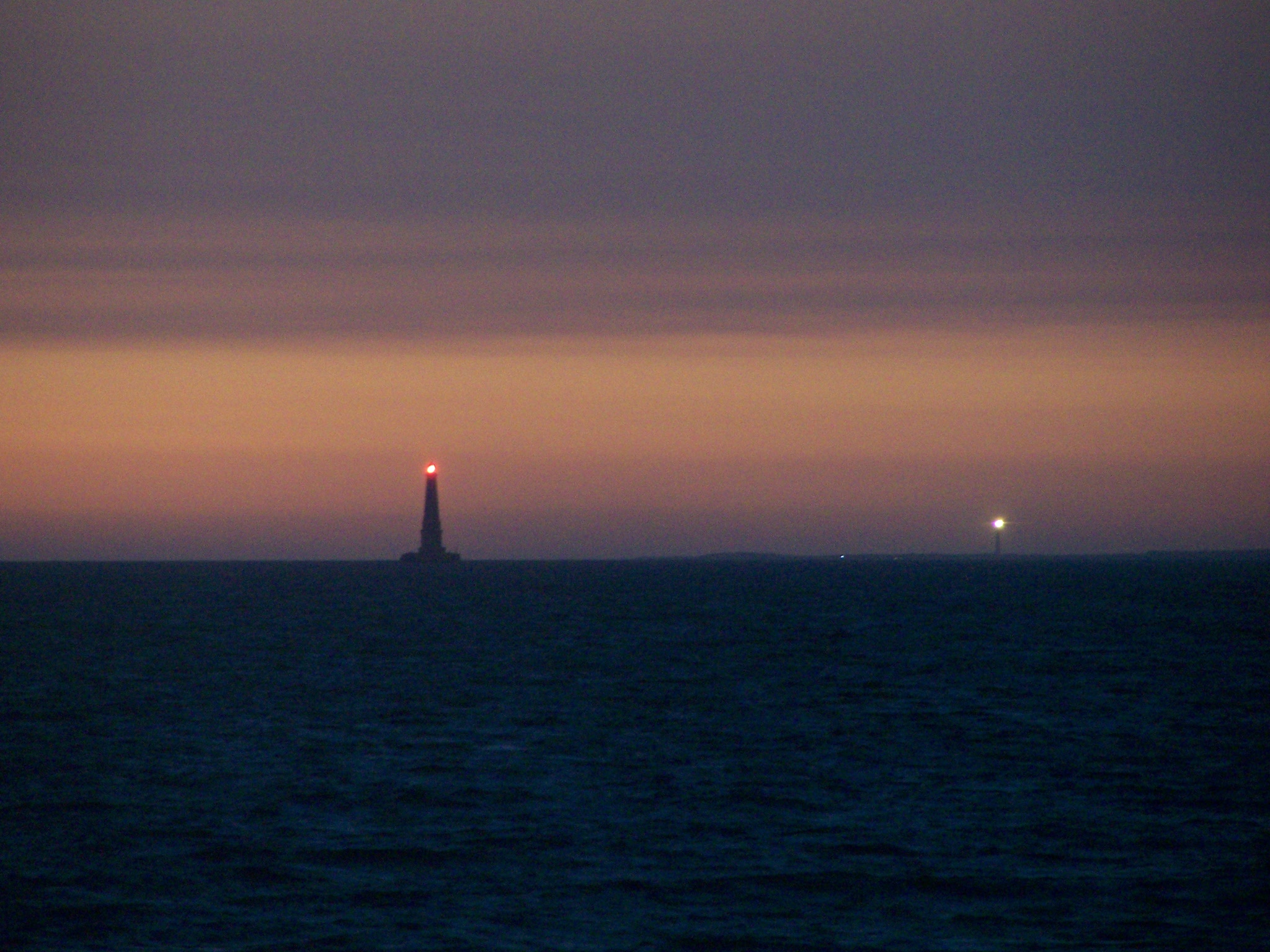
Por la noche, vista sobre los dos faros Phare de Cordouan (sobre el mar) y Phare de la Coubre (en Charente-Maritime) desde la playa de Soulac-sur-Mer en Gironda.

El islote de Cordouan aparece en varios mapas de 1313, 1436 y 1550 bajo el nombre «Cordam». En 1545, la cosmografía de Jehan Allonfonsce y Paulin Secalart lo señala bajo el nombre de «Ricordame». Es el primer documento que menciona la existencia de una hoguera en lo alto de una torre. En 1570, en La vraye et entière description du royaume de France (Verdadera y completa descripción del Reino de Francia) de Guillaume Postel, la torre se llama «Tour de Corben» (Torre de Corben).
Existen varias leyendas no corroboradas por datos históricos sobre la existencia de un asentamiento medieval en el islote. Según el relato que hace Henri Lancelot Voisin, señor de la Popelinière, de su visita a Cordouan en 1591, los lugareños contaban que el islote había sido antiguamente unido a la costa y había tenido un pueblo de nombre Latran o Médine (Latrán o Medina), que el mar había sumergido con el tiempo. Los habitantes de la región afirmaban que habían recuperado las piedras de las ruinas de aquel pueblo para la construcción de varias casas del pueblo costero de Soulac. Por otro lado, se cuenta que mercaderes musulmanes medievales procedentes de Córdoba (Cordoue en francés) habrían pedido que se instalara el primer fuego para evitar los frecuentes naufragios de sus navíos, o se habrían asentado en el islote donde habían levantado una atalaya para guiar a sus barcos.

## Historia

### Edad Media: la torre del Príncipe Negro
Se considera muy probable que hayan existido varias torres con un fuego, antes de que se construyera la primera torre de la que se tiene constancia. Pero se sabe que fue Eduardo de Woodstock, el Príncipe Negro, quien ordenó su construcción en 1360. Se levantó una torre octogonal de 16 metros de alto, coronada por una plataforma donde se encendía una hoguera. El faro estaba bajo la custodia de unos ermitaños que vivían en una vivienda adyacente a la capilla que flanqueaba la torre, y que mantenían el fuego encendido. Cobraban un derecho de tránsito a los navíos que entraban en el estuario de la Gironda.

### Siglos XVI, XVII y XVIII: el faro de Louis de Foix
Con el tiempo el edificio se fue deteriorando, y hubo que esperar hasta el reinado de Enrique III de Francia para que se tomara la decisión de levantar un nuevo faro. En 1584, el mariscal de Matignon, gobernador de Guyena, y Michel de Montaigne, alcalde de Burdeos, contratan para el proyecto al arquitecto e ingeniero Luis de Foix, que era relojero de Felipe II de España. En el emplazamiento del futuro faro se levantan diques de bloques de piedra y de maderos para proteger de los embates del oleaje las instalaciones necesarias a las obras de construcción. En este perímetro se construye un verdadero pueblo obrero: talleres, una carpintería y una ebanistería, una forja, un horno para la cal, viviendas para alojar al ingeniero y hasta 50 obreros, almacenes para los víveres, una bodega, un molino, un horno de pan y una caballeriza con un pajar para los 6 o 7 caballos que transportaban los materiales. Al cabo de un año, los 200 obreros contratados solo habían levantado un basamento, con muchas dificultades. El dinero se agotaba pero Louis de Foix se comprometió a llevar la construcción adelante con su propio dinero si fuese necesario, y a levantar un faro más grande y majestuoso que el previsto inicialmente.
En 1591 el faro estaba parcialmente construido, y había sido concebido como un monumento renacentista en honor a Enrique III, que acababa de morir, y al nuevo rey, Enrique IV de Francia. Pero las obras se interrumpieron de nuevo por falta de fondos. El rey le concedió a Louis de Foix un nuevo contrato que preveía ampliar la plataforma del faro. Cuando Louis de Foix falleció, en 1603 o 1604, las obras estaban prácticamente terminadas; le sucedió su contramaestro, François Beuscher, y la construcción finalizó en 1611. Tras 25 años de obras, se enciendió por primera vez el que se consideraba ya como el faro más bonito del mundo.
Esta primera torre tenía un diámetro de 16 m en su base, y se constituía de varias plantas superpuestas cuyo diámetro iba disminuyendo. La planta baja constaba de un vestíbulo y cuatro despachos, la primera era una amplia habitación llamada "apartamento del Rey", la segunda se dedicaba a una capilla con una bóveda y dos filas de ventanas, y decorada de pilastras y esculturas. Por encima el diámetro se reducía a 5,40 m, y no pasaba de 1,50 m en la linterna. Esta era de piedra, con 8 arcos por donde vislumbrar la luz del fuego que se hacía con una mezcla de brea, alquitrán y madera. Un obelisco hueco para la evacuación del humo culminaba el edificio. La luz del faro se elevaba a 37 m por encima del nivel de las mareas más altas.
En 1645 una tormenta derribó la linterna cuyas piedras estaban calcinadas por el fuego, y los fareros ya no se atrevían a subir para encender el fuego. Una vez finalizadas las guerras con la casa de Austria y la Fronda, el ministro Colbert ordenó realizar importantes reparaciones entre 1661 y 1664; el basamento fue reforzado y se reconstruyó la linterna cuyo fuego era alimentado con aceite de ballena que se quemaba en un gran cuenco de bronce. El "apartamento del Rey", en la primera planta, fue ricamente decorado. Pero unos 50 años más tarde, cuando Luis XV accedió al trono, el faro se encontraba de nuevo en estado de abandono. Ante la ausencia de un fuego permanente, los naufragios se multiplicaban y crecían las protestas. Por ello, en 1722 el faro pasó a depender de la circunscripción de Burdeos.
Con la nueva administración, en 1727 se emprendieron nuevos trabajos de consolidación bajo la dirección del caballero de Bitry, ingeniero de Burdeos al cargo del faro de Cordouan. Instaló una linterna abierta de hierro forjado y un sistema de alumbramiento con carbón de tierra que se quemaba en un hornillo. Entre 1739 y 1742, se construyó una rampa de desembarco. Entre 1782 y 1786 el arquitecto de la villa de Burdeos, Joseph Teulère, mandó reforzar con círculos y grapas de hierro la parte superior del faro que se había gravemente deteriorado, y sustituyó el hornillo de carbón por el primer sistema de reflectores. Este dispositivo, concebido por Tourtille-Sangrain, se componía de 80 reflectores de cobre plateado y era alimentado por una mezcla de aceites animales y vegetales. La linterna fue ampliada y cerrada con cristales.

### De finales delsigloXVIIIalsigloXXI: el faro modificado por Joseph Teulère
En 1786, se decidió reemplazar la parte superior del faro por una torre más resistente y más alta, cuyo proyecto fue confiado a Teulère que derribó la parte del edificio que superaba la cúpula de la capilla. Construyó una torre cilíndrica coronada por una plataforma saliente y una linterna de obra. Con estas obras, el faro adquirió su configuración actual. Una vez concluidas las obras, Teulère concibió para Cordouan un nuevo sistema de alumbramiento compuesto de un quinqué, lámpara inventada hacía poco por el suizo Ami Argand, y del primer sistema de reflectores parabólicos mecanizados, inventado por Le Moyne. La luz del fuego se elevaba a 60 m sobre el nivel de las mareas más altas y era alimentada por aceite de ballena, de colza y de oliva.
En 1823, Augustin Fresnel, entonces director del Servicio Nacional de Faros y Balisas, instaló por primera vez en el faro de Cordouan el sistema de lentes talladas que acababa de inventar. Hoy en día todos los faros del mundo están equipados con este sistema.
La luz fija fue transformada en una luz con destellos con tres sectores de color en 1896. El faro de Cordouan fue electrificado en 1948 mediante dos grupos electrógenos autónomos conectados a una lámpara de 6.000 W. Un tercero fue añadido en 1976. En 1987, se instaló una lámpara halógena de 2.000 W.
Entre marzo y noviembre de 2005, se reforzó la parte suroeste del basamento del faro con una coraza de hormigón armado de 70 m por 8 m de alto, a fin de proteger el faro de la fuerza de las mareas que hacían vibrar la torre y peligrar su estabilidad. Esta coraza fue anclada sobre una base construida con hormigón y estacas de acero, dado que con el tiempo el islote rocoso en el que se asienta la edificación ha sido erosionado por la fuerza del mar. Los obreros solo podían trabajar en turnos de 3,5 horas aprovechando las mareas bajas.
El faro fue automatizado en 2006.
El 29 de junio de 2012, el Estado francés retiró a los últimos guardias que vigilaban y cuidaban del faro. La Asociación para la Salvaguardia del Faro de Cordouan se encargará de mantener a dos vigilantes en el edificio a fin de prevenir actos de vandalismo.
El faro puede visitarse en grupos limitados. El acceso se hace primero en barco desde Royan o Le Verdon hasta alcanzar el banco de arena, y caminando hasta el faro.
A partir del mes de julio de 2021 el faro de Cordouan forma parte del Patrimonio Mundial de la UNESCO.

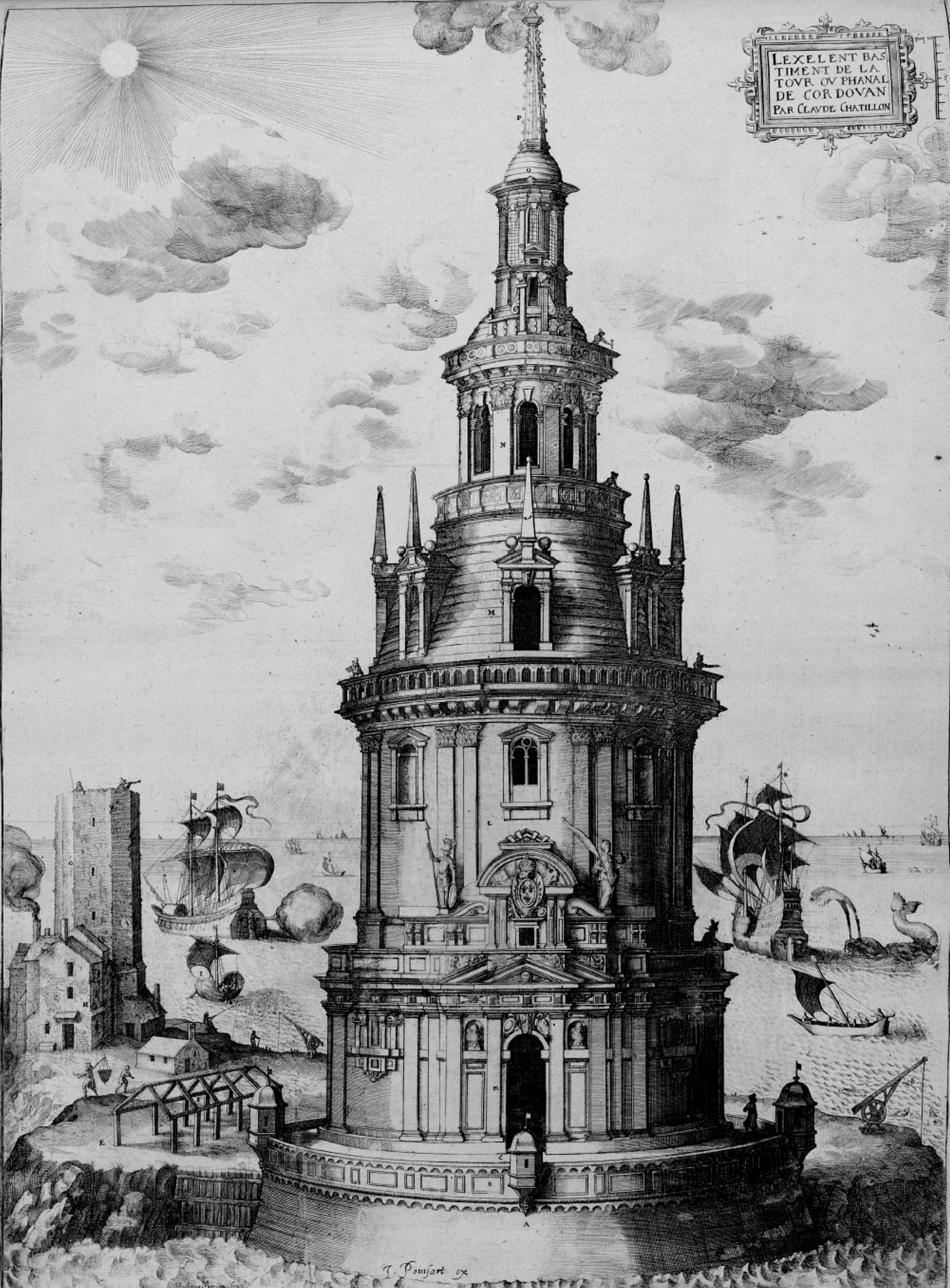
El faro de Louis de Foix con la torre del Príncipe Negro en segundo plano. Grabado de Claude Chastillon (principios de siglo XVII).
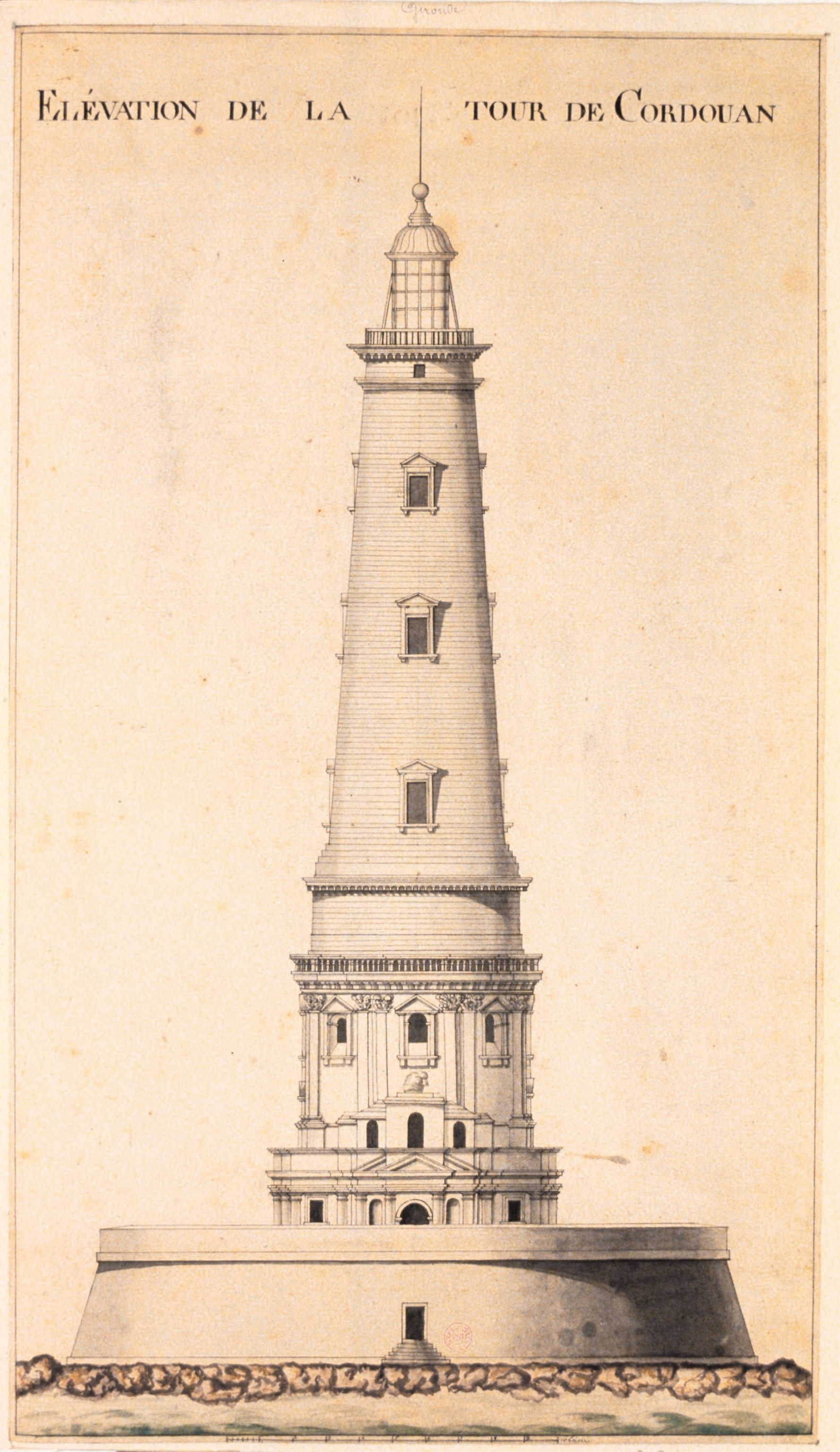
Dibujo del realzamiento del faro, en el siglo XVIII.
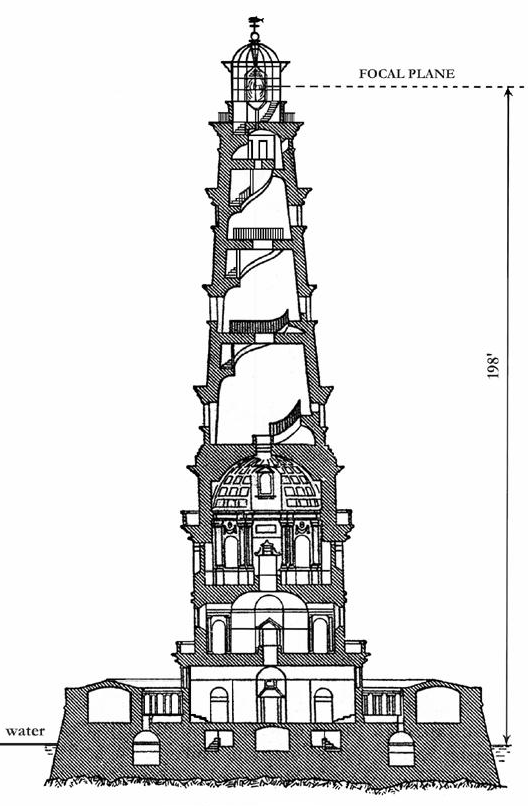
Interior del faro en un dibujo de la Enciclopedia Británica de 1911.
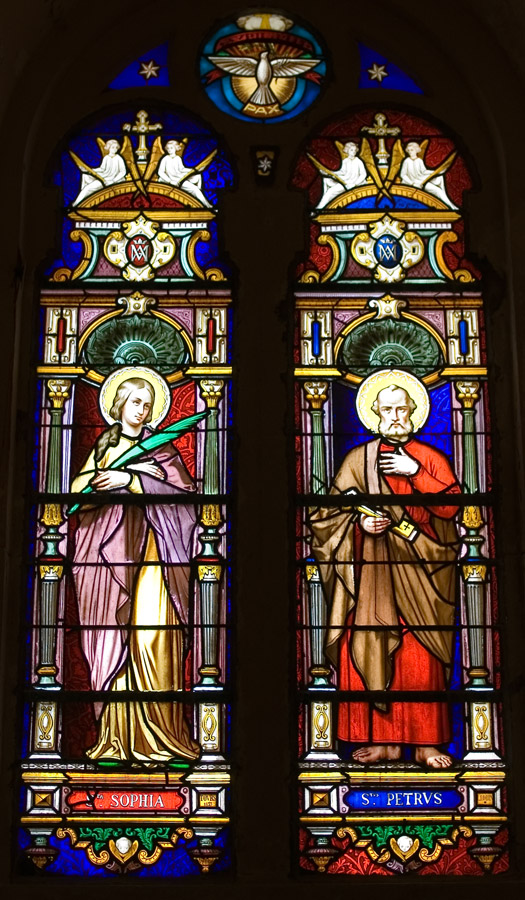
Vidrieras de la capilla del faro de Cordouan.
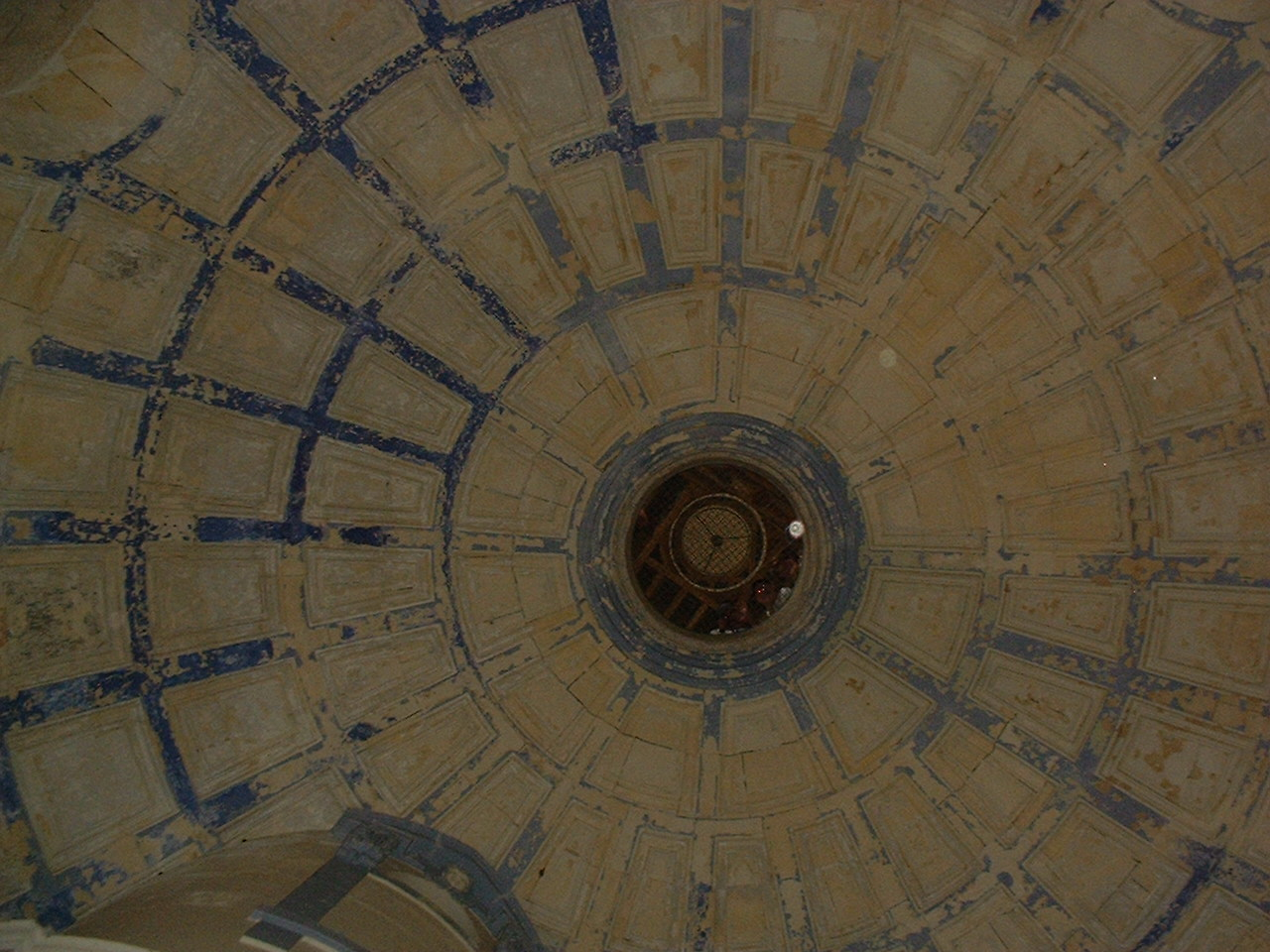
Bóveda de la capilla del faro.